# TT152
La tombe thébaine TT 152 est située à Dra Abou el-Naga, dans la nécropole thébaine, sur la rive ouest du Nil, face à Louxor en Égypte.
C'est la sépulture d'un inconnu, datant de la fin de la XVIIIe dynastie, usurpée à la période ramesside.